# 西部邁ゼミナール
『西部邁ゼミナール』（にしべすすむゼミナール）は、TOKYO MXで放送していたトーク番組。2008年（平成20年）10月4日に放送を開始し、 2018年（平成30年）1月27日に司会の西部邁の急逝により打ち切りの形で放送を終了した。旧番組名は『続・言いたい放題』（ぞく・いいたいほうだい）。開始当初のタイトルロゴには「〜戦後タブーをけっとばせ〜」という副題がついていた。

## 概要
毎回ゲストを招き、戦後日本においてタブー視された問題について、西部邁らとゲストが議論する番組であった。政治・経済・社会・軍事を中心とした時事問題や国家・国民のあり方を始め、文学・映画・音楽・出版を含む幅広いジャンルを議論のテーマとした。
西部が顧問を務める雑誌『表現者』の執筆陣や西部と親交の深い人物がゲストに招かれることが多かった。自由民主党の政治家がゲストとして招かれることも多いが、まれに、民主党、国民新党、たちあがれ日本、日本共産党の国会議員も出演していた。
TOKYO MXの土曜11時からの放送枠は『談志・陳平の言いたい放だい』を放送していたが、2008年（平成20年）8月30日の放送で一時休止することとなり、同年10月4日より同番組の準レギュラーであった西部をメインに据えた『続・言いたい放題』の放送がスタートした。2009年（平成21年）1月に番組名を改名した。
2010年（平成22年）3月27日放送回はゼミナールの受講生として、TOKYO MXアナウンサー（当時）の田野辺実鈴、川井綾子が出演し、民主主義について講義した。
2011年（平成23年）3月12日、前日に発生した東日本大震災により放送予定であった「TPP賛成論者の詭弁を論駁す」を放送延期。翌週の3月19日には、特別企画として「東日本大震災に際して『西部邁ゼミナール』からのメッセージ（没落・衰運の文明論）」を放送。
2011年（平成23年）4月2日より放送時間を30分繰り上げ。同年12月24日放送回をもって、西部と共に長年レギュラー出演を務めた芸術家の秋山祐徳太子が多忙のため降板した。入れ替わりに女優の小林麻子がレギュラーとなった。
2015年（平成27年）8月23日放送回をもって小林麻子が卒業となり、8月30日から今村有希がアシスタント（『西部邁ゼミナール』助手）となった。
2014年（平成26年）春以降は放送日の変更が毎年行われ、2016年（平成28年）4月からは放送時間が25分に縮小した。

## 西部の急逝とシリーズ終了
2018年（平成30年）1月21日、司会の西部邁が急死した。2018年（平成30年）1月27日の番組内で、同日をもって放送終了することが告知された。西部の死去前日の1月20日放送分と最終回の27日放送分は同月10日に収録された。アシスタントの今村は風邪のため同月10日の収録を休み、同月13日放送分が最後のレギュラー出演となった。放送期間は2008年10月から始まった『続・言いたい放題』から通算して9年4カ月であった。同年3月31日、西部邁追悼番組『永訣！西部邁～生き方としての死に方をめぐって～』が放送された（出演：黒鉄ヒロシ・佐伯啓思。アシスタント：今村有希）。

### 関係者の逮捕
2018年（平成30年）4月5日、当番組の最後のゲストとなった表現者塾塾頭のA と同番組編集担当ディレクターでMXエンターテインメント株式会社社員のB の2名を、西部の自殺を幇助した容疑で逮捕した。西部は1月20日・27日放送分のAとの対談の中でAとの私的なエピソードを明かし、番組スタッフであるBの名を挙げて人となりを語るなど、両名を信頼している様子を見せていた。この事件に関してTOKYO MXは同年4月6日、「弊社の従業員が、西部邁氏の自殺に関与した疑いがあるとして、警視庁に逮捕されました。本件につきましては、捜査中でもあり、コメントは差し控えたいと思いますが、弊社といたしましては、警察の捜査に全面的に協力していく方針です」とのコメントを発表した。同日、警視庁はMXエンターテインメント本社など関係先を家宅捜索した。

## 出演者
- 西部邁（2008年〈平成20年〉10月4日 - 2018年（平成30年）1月27日）
- 今村有希（2015年〈平成27年〉8月30日 - 2018年（平成30年）1月13日、3月31日）

### 過去の出演者
- 秋山祐徳太子（2008年〈平成20年〉10月4日 - 2011年〈平成23年〉12月24日）
- 小林麻子（2011年〈平成23年〉12月17日 - 2015年〈平成27年〉8月23日）

## 放送時間
TOKYO MX
本放送
- 毎週土曜日：10:30 - 11:00

再放送（再放送はサブチャンネル（092ch）での放送。）
- 毎週日曜日：14:00 - 14:30

過去のネット局
- とちぎテレビ（GYT）：2009年（平成21年）10月3日 - 2011年（平成23年）4月2日

## テーマ曲
現在
- 『ベルガマスク組曲』第3曲「月の光」（ドビュッシー）2011年（平成23年）4月16日放送分（第131回）-

過去
- 『ベルガマスク組曲』第1曲「プレリュード」（ドビュッシー）2009年（平成21年）4月4日放送分（第26回） - 2011年（平成23年）4月9日放送分（第130回）
- ピアノと管弦楽のための幻想曲 第1楽章（ドビュッシー）

## 番組情報
量が多いため、伸縮型のメニューとして掲載する。右にある[表示]をクリックすると一覧表示される。

### 本放送

#### 2008年〜2010年
| 0   | 2008年10月04日(土) | 【番宣】続・言いたい放だい                                                                 |                                                  |
| 1   | 2008年10月04日(土) | 庇を借りて母屋を乗っ取る？                                                                 | 高山正之                                         |
| 2   | 2008年10月11日(土) | 米発金融危機は詐欺かフェイクか？                                                           | 柳澤伯夫                                         |
| 3   | 2008年10月18日(土) | 世界的な混乱で、国民を束ねるのはファシズムか？                                             | 富岡幸一郎                                       |
| 4   | 2008年10月25日(土) | 構造改革という言葉を放送禁止にせよ                                                         | 東谷暁                                           |
| 5   | 2008年11月01日(土) | 戦後民主主義の断末魔                                                                       | 西村幸祐                                         |
| 6   | 2008年11月08日(土) | ポイズン（毒素）としてのアメリカ文化                                                       | 寺脇研                                           |
| 7   | 2008年11月15日(土) | 人生相談〜現代の若者を励ますために〜                                                       | 富岡幸一郎                                       |
| 8   | 2008年11月22日(土) | 自民党よ！保守とは何たるかをわきまえるべし！                                               | 西田昌司                                         |
| 9   | 2008年11月29日(土) | 「マルクス・ゾンビが復活した！」米国の資本主義の大敗走                                     | 東谷暁                                           |
| 10  | 2008年12月06日(土) | 教育の惨状！学級崩壊、学力低下の事情                                                       | 前田雅之                                         |
| 11  | 2008年12月13日(土) | 禁煙運動は、現代の狂気                                                                     | 杉原志啓                                         |
| 12  | 2008年12月20日(土) | 『核武装なくして国防なし』                                                                 | 藤井厳喜                                         |
| 13  | 2008年12月31日(水) | 『言いたい放だい2008大晦日スペシャル』                                                     | 西田昌司・東谷暁・寺脇研・富岡幸一郎             |
| 14  | 2009年01月10日(土) | 『西部邁ゼミナール』 〜戦後タブーをけっとばせ〜                                            | 宮崎正弘                                         |
| 15  | 2009年01月17日(土) | 『自由・民主はもうやめる』                                                                 | 佐伯啓思                                         |
| 16  | 2009年01月24日(土) | 『マスメディアを撃て！』                                                                   | 水島総                                           |
| 17  | 2009年01月31日(土) | キャスティング・ヴォートを握る国民新党                                                     | 亀井静香                                         |
| 18  | 2009年02月07日(土) | “オバマ演説”どれほど空疎なものか                                                           | 富岡幸一郎                                       |
| 19  | 2009年02月14日(土) | “米国保護主義の台頭”“小泉元首相の首相公選制”                                               | 東谷暁                                           |
| 20  | 2009年02月21日(土) | “日本の国柄を壊す気か小泉御一党”                                                           | 稲田朋美                                         |
| 21  | 2009年02月28日(土) | 若き音楽家たちの国を思う心                                                                 | 英霊来世                                         |
| 22  | 2009年03月07日(土) | 北海道の活気復活のため東京から発信せよ                                                     | 鈴木宗男                                         |
| 23  | 2009年03月14日(土) | “民族行動派”右翼の言い分                                                                   | 木村三浩                                         |
| 24  | 2009年03月21日(土) | “国民”経済を守れ！国士“役人”たちよ                                                         | 中野剛志                                         |
| 25  | 2009年03月28日(土) | 人間と社会の本質を深く穿（うが）つ“人生相談”                                               | 富岡幸一郎                                       |
| 26  | 2009年04月04日(土) | “現代日本における女性問題”                                                                 | 淡谷まり子                                       |
| 27  | 2009年04月11日(土) | “平成のドタバタ喜劇を嗤（わら）う”                                                         | 黒鉄ヒロシ                                       |
| 28  | 2009年04月18日(土) | 当世スペシャリスト気質（かたぎ）を論ず                                                     | 榊原英資                                         |
| 29  | 2009年04月25日(土) | “若き俊秀と語るインドと日本”                                                               | 中島岳志                                         |
| 30  | 2009年05月02日(土) | 『日本の論点』編集長にニッポンを相談する                                                   | 渡辺一弘                                         |
| 31  | 2009年05月09日(土) | 社会の基本単位“家族”と国民の基礎教育                                                       | 山谷えり子                                       |
| 32  | 2009年05月15日(金) | 衆議院議員・安倍晋三元首相がゲストに来る！                                                 | 安倍晋三                                         |
| 33  | 2009年05月16日(土) | 中国の政治、軍事、経済覇権の野望                                                           | 宮崎正弘                                         |
| 34  | 2009年05月23日(土) | “世襲”なくして文化なし                                                                     | 東谷暁                                           |
| 35  | 2009年05月30日(土) | “日本の国家の長期的あり方”                                                                 | 安倍晋三                                         |
| 36  | 2009年06月06日(土) | “日本の国家・政治の長期的あり方”                                                           | 安倍晋三                                         |
| 37  | 2009年06月13日(土) | 中国に併呑された台湾                                                                       | 林建良                                           |
| 38  | 2009年06月20日(土) | 社会保障は市場経済の土台                                                                   | 村上正泰                                         |
| 39  | 2009年06月27日(土) | “天皇制とはそもそも何物なのか”                                                             | 富岡幸一郎                                       |
| 40  | 2009年07月04日(土) | 総選挙という“衆愚への道”                                                                   | 西田昌司                                         |
| 41  | 2009年07月18日(土) | アジア共同体というウソ話                                                                   | 原洋之介                                         |
| 42  | 2009年08月01日(土) | 構造改革の欺瞞と友愛政治の偽善を正せ                                                       | 平沼赳夫                                         |
| 43  | 2009年08月08日(土) | 保守政治の未来、日本国家の近未来をどうするか                                               | 平沼赳夫                                         |
| 44  | 2009年08月15日(土) | いよいよ始まったドタバタ総選挙①                                                            | 佐伯啓思・富岡幸一郎・東谷暁                     |
| 45  | 2009年08月22日(土) | いよいよ始まったドタバタ総選挙② 伝統保守のための現状改革を                                 | 佐伯啓思・富岡幸一郎・東谷暁                     |
| 46  | 2009年08月29日(土) | いよいよ始まったドタバタ総選挙③ 政党政治は終わるのか                                       | 佐伯啓思・富岡幸一郎・東谷暁                     |
| 47  | 2009年09月05日(土) | 司馬史観を脱却せよ                                                                         | 鈴木荘一                                         |
| 48  | 2009年09月12日(土) | 腰抜け日本人よ！なぜ？中国の残忍に抗議しないのか                                           | ペマ・ギャルポ                                   |
| 49  | 2009年09月19日(土) | “地域主権，何のこっちゃ”                                                                   | 東谷暁                                           |
| 50  | 2009年09月26日(土) | 社民主義の鳩山政権に、一体全体、何を期待するのか                                           | 城内みのる                                       |
| 51  | 2009年10月03日(土) | 『脱官僚』の陰で増殖するか、『司法権力』                                                   | 宮崎学                                           |
| 52  | 2009年10月10日(土) | 公共活動で市場の下支えを                                                                   | 榊原英資                                         |
| 53  | 2009年10月17日(土) | 国土建設が国家安定の礎石                                                                   | 佐藤信秋                                         |
| 54  | 2009年10月24日(土) | 『保守』が何であるかを教えましょう                                                         | 富岡幸一郎                                       |
| 55  | 2009年10月31日(土) | 『経済学はもう要らない』                                                                   | 東谷暁                                           |
| 56  | 2009年11月07日(土) | このホームルーム政治を如何にせん                                                           | 衛藤晟一                                         |
| 57  | 2009年11月14日(土) | 現代文明はどうなるのか                                                                     | 柴山桂太                                         |
| 58  | 2009年11月21日(土) | 三島由紀夫は生きている                                                                     | 富岡幸一郎                                       |
| 59  | 2009年11月28日(土) | 日米同盟の新時代は本当に来るの？                                                           | 宮崎正弘                                         |
| 60  | 2009年12月05日(土) | 軍歌・戦時歌謡大会“喜怒哀楽”                                                               | 西田昌司・木村三浩・平塚新太郎                   |
| 61  | 2009年12月12日(土) | “麻薬知らずの麻薬叩き”                                                                     | 正津勉                                           |
| 62  | 2009年12月19日(土) | 言葉は単なる空気の振動なのではない                                                         | 前田雅之                                         |
| 63  | 2009年12月26日(土) | 「天皇をこうまで冒瀆（ぼうとく）して良いのか」                                             | 水島総                                           |
| 64  | 2009年12月31日(木) | 如何にせん保守政治【前編】                                                                 | 安倍晋三・平沼赳夫・野田毅・西田昌司             |
| 65  | 2009年12月31日(木) | 如何にせん保守政治【後編】                                                                 | 安倍晋三・平沼赳夫・野田毅・西田昌司             |
| 66  | 2010年01月09日(土) | 日米安保改定50周年「あの莫迦騒ぎは何だったのか」【前編】                                   | 長崎浩・東原吉伸                                 |
| 67  | 2010年01月16日(土) | 日米安保改定50周年「あの莫迦騒ぎは何だったのか」【後編】語られなかった逸話                 | 長崎浩・東原吉伸                                 |
| 68  | 2010年01月23日(土) | 現代映画事情①『人間失格』                                                                  | 荒井源次郎・荒井晴彦                             |
| 69  | 2010年01月30日(土) | 現代映画事情②アンジェイ・ワイダ監督「カティンの森」                                        | 荒井源次郎・荒井晴彦                             |
| 70  | 2010年02月06日(土) | 死産せる民主党政権                                                                         | 西田昌司                                         |
| 71  | 2010年02月13日(土) | 良い本がなぜ作られず、なぜ売れないのか                                                     | 小山晃一                                         |
| 72  | 2010年02月20日(土) | TVと政治の共犯関係                                                                         | 丸川珠代                                         |
| 73  | 2010年02月27日(土) | 「平和と民主」では文学は死ぬ                                                               | 富岡幸一郎                                       |
| 74  | 2010年03月06日(土) | 「目覚めよ、平和という長き昼寝から」①日米安保改定50周年                                    | 宮崎正弘・木村三浩                               |
| 75  | 2010年03月13日(土) | 「目覚めよ、平和という長き昼寝から」②日米安保改定50周年                                    | 宮崎正弘・木村三浩                               |
| 76  | 2010年03月20日(土) | 「世界を変える場所的経営」とは何か                                                         | 前川正雄                                         |
| 77  | 2010年03月27日(土) | Nishibe Seminar“民主主義とは何か”                                                          | 川井綾子・田野辺実鈴                             |
| 78  | 2010年04月03日(土) | 「紊乱の政局から見える政治の本質」                                                         | 脇雅史                                           |
| 79  | 2010年04月10日(土) | 「断末魔を迎えた民主主義」                                                                 | 藤井厳喜                                         |
| 80  | 2010年04月17日(土) | 「はやくも瓦解する民主党政権」 〔「保守誕生」四週連続企画〕                                | 安倍晋三・西田昌司・稲田朋美                     |
| 81  | 2010年04月24日(土) | 「『沖縄』において露呈された民主党外交戦略の小児病ぶり」 〔「保守誕生」四週連続企画2〕     | 安倍晋三・西田昌司・稲田朋美                     |
| 82  | 2010年05月01日(土) | 「社会保障の根拠は「弱者保護」か「社会安定」か」 〔「保守誕生」四週連続企画3〕             | 安倍晋三・西田昌司・稲田朋美                     |
| 83  | 2010年05月08日(土) | 「保守は近代主義とどう対峙するのか」 〔「保守誕生」四週連続企画4〕                         | 安倍晋三・西田昌司・稲田朋美                     |
| 84  | 2010年05月15日(土) | 「新党ブーム－政治屋たちの右往左往ぶり」                                                   | 東谷暁                                           |
| 85  | 2010年05月22日(土) | 「教育－不可能なれど最重要なるもの」                                                       | 佐藤洋二郎                                       |
| 86  | 2010年05月27日(土) | 「戦後の政治家群像－こんな世の中に誰がした」【1】吉田茂元首相                              | 佐伯啓思・柴山桂太                               |
| 87  | 2010年06月05日(土) | 「どこまで続く愚者の楽園」                                                                 | 田野辺実鈴                                       |
| 88  | 2010年06月12日(土) | 「戦後の政治家群像－こんな世の中に誰がした」【2】 田中角榮元首相                           | 佐伯啓思・柴山桂太                               |
| 89  | 2010年06月19日(土) | 「戦後の政治家群像－こんな世の中に誰がした」【3】 中曾根康弘元首相                         | 佐伯啓思・柴山桂太                               |
| 90  | 2010年06月26日(土) | 「村上春樹現象にみる日本人の空虚」                                                         | 富岡幸一郎                                       |
| 91  | 2010年07月03日(土) | 「日本はヨーロッパから何を学び得るのか」                                                   | クライン孝子                                     |
| 92  | 2010年07月10日(土) | 「行き当たりばったり」の税金論議を排す」                                                   | 東谷暁                                           |
| 93  | 2010年07月17日(土) | 「焦点ボケの参院選風景」                                                                   | 村上正邦・西田昌司                               |
| 94  | 2010年07月24日(土) | 「存在意義を問われる参議院」                                                               | 村上正邦・西田昌司                               |
| 95  | 2010年07月31日(土) | 「『徴兵制と核武装』の議論に踏み込むべし」                                                 | 水島総・木村三浩                                 |
| 96  | 2010年08月07日(土) | 「大東亜戦争を曇りのない目でみれば」【1】                                                  | 野地二見・木村三浩                               |
| 97  | 2010年08月14日(土) | 「大東亜戦争を曇りのない目でみれば」【2】                                                  | 野地二見・木村三浩                               |
| 98  | 2010年08月21日(土) | 「民主党にもこんな政治家がいる」                                                           | 小林興起                                         |
| 99  | 2010年08月28日(土) | 「菅直人，いかなる人物か」                                                                 | 佐高信                                           |
| 100 | 2010年09月04日(土) | 「武士の心を忘れた日本人」                                                                 | 鈴木荘一                                         |
| 101 | 2010年09月11日(土) | 「土俵なき政治相撲と情愛なき親子相撲」【1】                                                | 黒鉄ヒロシ                                       |
| 102 | 2010年09月18日(土) | 「土俵なき政治相撲と情愛なき親子相撲」【2】                                                | 黒鉄ヒロシ                                       |
| 103 | 2010年09月25日(土) | 「中国の尖閣侵犯を許すな」                                                                 | 水島総・木村三浩                                 |
| 104 | 2010年10月02日(土) | 「いつまで官僚バッシングを続けるのか」                                                     | 中野剛志                                         |
| 105 | 2010年10月09日(土) | 「友愛の海」が「紛争の海」になるとき 〜一日で忘れては困る尖閣諸島問題、日本の主権〜」      | 脇雅史・西田昌司                                 |
| 106 | 2010年10月16日(土) | 「『核』が日本を沈没から救う」                                                             | 伊藤貫                                           |
| 107 | 2010年10月23日(土) | 「公需なければ日本国家の回復なし」                                                         | 脇雅史・西田昌司                                 |
| 108 | 2010年10月30日(土) | 「この人を見よ―立川談志(1)」                                                               | 立川談志                                         |
| 109 | 2010年11月06日(土) | 「この人を見よ―立川談志(2)」                                                               | 立川談志                                         |
| 110 | 2010年11月13日(土) | 「不思議の国ニッポン」                                                                     | クライン孝子                                     |
| 111 | 2010年11月20日(土) | 「『尖閣』を忘れるな―自主防衛のほかに道はなし」                                            | 稲田朋美・丸川珠代                               |
| 112 | 2010年11月27日(土) | 「『尖閣』を忘れるな―自主防衛のほかに道はなし【2】」                                       | 西田昌司・宮崎正弘・富岡幸一郎・水島総・木村三浩 |
| 113 | 2010年12月04日(土) | 「「戦後」を払拭せよ―アメリカからの独立 『尖閣』を忘れるな―自主防衛のほかに道はなし【3】」 | 西田昌司・富岡幸一郎・水島総・東谷暁・柴山桂太   |
| 114 | 2010年12月11日(土) | 「一般公開せよ、戦争絵画」                                                                 | 黒鉄ヒロシ                                       |
| 115 | 2010年12月18日(土) | 「怪談TPP」                                                                                | 中野剛志                                         |
| 116 | 2010年12月25日(土) | 「アメリカは「誤謬の帝国」新自由主義の妄念【1】」                                          | 大門実紀史・西田昌司                             |
| 117 | 2010年12月31日(土) | 「大晦日特別番組「西部邁ゼミナール」」                                                     | 佐高信・黒鉄ヒロシ・丸川珠代                     |

#### 2011年〜2012年
| 118 | 2011年01月08日(土) | 「戦後日本における「共同体の完全破壊」【2】」                                                                                    | 大門実紀史・西田昌司           |
| 119 | 2011年01月15日(土) | 「「何の効果もない法人税減税」                                                                                                   | 東谷暁                         |
| 120 | 2011年01月22日(土) | 「戦後知識人よ，まだ平和主義で商売するのか」                                                                                     | 富岡幸一郎                     |
| 121 | 2011年01月29日(土) | 「「お酒と言葉の日々」社交なくして社会なし」                                                                                     | 佐藤洋二郎                     |
| 122 | 2011年02月05日(土) | 「交通インフラこそ国力の要石」                                                                                                   | 藤井聡                         |
| 123 | 2011年02月12日(土) | 「青年よ，古典小説を読むべし 東大生が夢中になった世界文学から学ぶもの」                                                          | 辻原登・田中和生               |
| 124 | 2011年02月19日(土) | 「青年よ，古典小説を読むべし 19世紀文学の魅力」                                                                                  | 辻原登・田中和生               |
| 125 | 2011年02月26日(土) | 「日本よ，東南アジアと手を結べ」                                                                                                 | 原洋之介                       |
| 126 | 2011年03月05日(土) | 「「社会の保護」か「社会による保障」か」                                                                                         | 柴山桂太                       |
| 127 | 2011年03月16日(水) | 「TPP賛成論者の詭弁を論駁す」 | 中野剛志                       |
| 128 | 2011年03月19日(土) | 「「東日本大震災に際して『西部邁ゼミナール』からのメッセージ（没落・衰運の文明論）」                                             | ゲストなし                     |
| 129 | 2011年03月26日(土) | 「「顔つきと言葉づかい」に現れる指導者像【1】東日本大震災をめぐって」                                                            | 黒鉄ヒロシ・松尾貴史           |
| 130 | 2011年04月02日(土) | 「「顔つきと言葉づかい」に現れる指導者像【2】文明の危機の予兆と民主主義」                                                        | 黒鉄ヒロシ・松尾貴史           |
| 131 | 2011年04月09日(土) | 「地域社会を荒廃させるデマゴーグたち」                                                                                           | 中島岳志                       |
| 132 | 2011年04月16日(土) | 「復興をめぐる要は国家ヴィジョン TPP賛成論者の詭弁を論駁す」                                                                     | 東谷暁・中野剛志               |
| 133 | 2011年04月23日(土) | 「TPP亡国論【2】TPP参加したとき起こる現実」                                                                                      | 東谷暁・中野剛志               |
| 134 | 2011年04月30日(土) | 「TPP亡国論【3】経済自由主義を撃つ」                                                                                             | 東谷暁・中野剛志               |
| 135 | 2011年05月07日(土) | 「ヴォランティア活動とは何か」                                                                                                   | 三浦小太郎                     |
| 136 | 2011年05月14日(土) | 「「危機の時代」における「核」の意味」                                                                                           | 伊藤貫                         |
| 137 | 2011年05月21日(土) | 「復興めぐる国家観歴史観」 | 西田昌司・佐伯啓思・柴山桂太   |
| 138 | 2011年05月28日(土) | 「復興めぐる国家観歴史観【2】」                                                                                                  | 西田昌司・佐伯啓思・柴山桂太   |
| 139 | 2011年06月04日(土) | 「復興めぐる国家観歴史観【3】」                                                                                                  | 西田昌司・佐伯啓思・柴山桂太   |
| 140 | 2011年06月11日(土) | 「東電バッシングの愚かしさ【1】」                                                                                                | 水島総・東谷暁                 |
| 141 | 2011年06月18日(土) | 「東電バッシングの愚かしさ【2】」                                                                                                | 水島総・東谷暁                 |
| 142 | 2011年06月25日(土) | 「阪本順治監督×俳優佐藤浩市 あらまほしき映画〔1〕」                                                                              | 阪本順治・佐藤浩市             |
| 143 | 2011年07月02日(土) | 「阪本順治監督×俳優佐藤浩市 あらまほしき映画〔2〕」                                                                              | 阪本順治・佐藤浩市             |
| 144 | 2011年07月09日(土) | 「孤高の指揮者宇宿允人を偲ぶ〔1〕」                                                                                              | 宇宿由賀里・齋藤伸江           |
| 145 | 2011年07月16日(土) | 「孤高の指揮者宇宿允人を偲ぶ〔2〕」                                                                                              | 宇宿由賀里・齋藤伸江           |
| 146 | 2011年07月23日(土) | 「ヨーロッパの原発事情〔1〕」 | クライン孝子・富岡幸一郎       |
| 147 | 2011年07月30日(土) | 「ヨーロッパの原発事情〔2〕」 | クライン孝子・富岡幸一郎       |
| 148 | 2011年08月06日(土) | 「首相の醜態、民主政治の断末」                                                                                                   | 西田昌司                       |
| 149 | 2011年08月13日(土) | 「戦災を想い起こし震災を乗り超えよ【1】」                                                                                        | 秋山駿・佐藤洋二郎・富岡幸一郎 |
| 150 | 2011年08月20日(土) | 「戦災を想い起こし震災を乗り超えよ【2】」                                                                                        | 秋山駿・佐藤洋二郎・富岡幸一郎 |
| 151 | 2011年08月27日(土) | 「戦災を想い起こし震災を乗り超えよ【3】」                                                                                        | 秋山駿・佐藤洋二郎・富岡幸一郎 |
| 152 | 2011年09月03日(土) | 「民主党政治のメルトダウン」 | 脇雅史・山谷えり子・西田昌司   |
| 153 | 2011年09月10日(土) | 「大失態をさらす民主党の危機統治」                                                                                               | 脇雅史・山谷えり子・西田昌司   |
| 154 | 2011年09月17日(土) | 「世界の全般危機における日本国家の危機統治」                                                                                     | 脇雅史・山谷えり子・西田昌司   |
| 155 | 2011年09月24日(土) | 「五十年前、こういう偉大な「在日」がいた」                                                                                       | 呉文子                         |
| 156 | 2011年10月01日(土) | 「止めよ、国家解体の地方主権論」                                                                                                 | 脇雅史・坂本由紀子・西田昌司   |
| 157 | 2011年10月08日(土) | 「参院の在り方を問う」 | 脇雅史・坂本由紀子・西田昌司   |
| 158 | 2011年10月15日(土) | 「低放射線をめぐる嘘の数々」 | 稲恭宏                         |
| 159 | 2011年10月22日(土) | 「絵心のベースも国土にあり」 | 芦澤泰偉・瓜南直子             |
| 160 | 2011年10月29日(土) | 「文明の旗を立てる装幀家たち」                                                                                                   | 芦澤泰偉・瓜南直子             |
| 161 | 2011年11月05日(土) | 「問題作サウダーヂをどう観るか」                                                                                                 | 富田克也・荒井晴彦・寺脇研     |
| 162 | 2011年11月12日(土) | 「問題作サウダーヂをどう観るか【2】」                                                                                            | 富田克也・荒井晴彦・寺脇研     |
| 163 | 2011年11月19日(土) | 「本当は強いのか弱いのか我が日本【1】」                                                                                          | 田母神俊雄                     |
| 164 | 2011年11月26日(土) | 「本当は強いのか弱いのか我が日本【2】 めざせ、日本の『自立と自尊』」                                                             | 田母神俊雄                     |
| 165 | 2011年12月03日(土) | 「Remember Pearl Harbor「真珠湾」を想い起こせ【1】」                                                                             | 笠井潔・木村三浩・富岡幸一郎   |
| 166 | 2011年12月10日(土) | 「Remember Pearl Harbor「真珠湾」を想い起こせ【2】」                                                                             | 笠井潔・木村三浩・富岡幸一郎   |
| 167 | 2011年12月17日(土) | 「喫煙と賭博には道理がある【1】」                                                                                                | 黒鉄ヒロシ・小林麻子           |
| 168 | 2011年12月24日(土) | 「喫煙と賭博には道理がある【2】 「賭博の道理」」                                                                                 | 黒鉄ヒロシ・小林麻子           |
| 169 | 2012年01月01日(日) | 「今後の日本国家はどうあるべきか」                                                                                               | 中野剛志・施光恒・柴山桂太     |
| 170 | 2012年01月07日(土) | 「知識人の裏切り」 | 佐高信                         |
| 171 | 2012年01月14日(土) | 「安倍(元総理)の「日本国民に訴える」 【1】－憲法の改正と安保の強化」                                                             | 安倍晋三・西田昌司             |
| 172 | 2012年01月21日(土) | 「安倍(元総理)の「日本国民に訴える」 【2】－デフレの克服と市場の規制」                                                           | 安倍晋三・西田昌司             |
| 173 | 2012年01月28日(土) | 「安倍(元総理)の「日本国民に訴える」 【3】－民主「主義」への警戒と保守「主義」の再興」                                           | 安倍晋三・西田昌司             |
| 174 | 2012年02月04日(土) | 「安倍(元総理)の「日本国民に訴える」 【4】－教育の刷新と国柄の保持」                                                             | 安倍晋三・西田昌司             |
| 175 | 2012年02月11日(土) | 「小さな政府は嘘話だった―社会保障と税の一体改革とは一体全体何なのか?」                                                           | 村上正泰・東谷暁               |
| 176 | 2012年02月18日(土) | 「社会の公正は守られるのか―社会保障と税の一体改革とは一体全体何なのか?」                                                         | 村上正泰・東谷暁               |
| 177 | 2012年02月25日(土) | 「暴排令を排せ【1】水清ければ魚棲まず」                                                                                          | 辻井喬・宮崎学・木村三浩       |
| 178 | 2012年03月03日(土) | 「暴排令を排せ【2】水清ければ魚棲まず」                                                                                          | 辻井喬・宮崎学・木村三浩       |
| 179 | 2012年03月10日(土) | 「この本をこそ読むべし―日本思想史新論」                                                                                          | 中野剛志                       |
| 180 | 2012年03月17日(土) | 「御両人、テレビで思わず哲学を語る」―人生と学問                                                                                  | 佐伯啓思                       |
| 181 | 2012年03月24日(土) | 「御両人、テレビで思わず哲学を語る」―国家と時代                                                                                  | 佐伯啓思                       |
| 182 | 2012年03月31日(土) | 「御両人、テレビで思わず哲学を語る」―価値と歴史                                                                                  | 佐伯啓思                       |
| 183 | 2012年04月07日(土) | 「ヨーロッパから何を学ぶべきか」                                                                                                 | クライン孝子                   |
| 184 | 2012年04月14日(土) | 「救国のレジリエンスとは何か」迫り来る西日本、関東大震災に備える」                                                               | 藤井聡                         |
| 185 | 2012年04月21日(土) | 「神々と島々を訪れよ」 神社篇 | 佐藤洋二郎                     |
| 186 | 2012年04月28日(土) | 「神々と島々を訪れよ」 島々篇 | 佐藤洋二郎                     |
| 187 | 2012年05月05日(土) | 「この状況では『紅テント』に馳せ参じよ」                                                                                         | 唐十郎                         |
| 188 | 2012年05月12日(土) | 「この浅薄きわまる憲法を如何にせん【1】 アメリカニズムに屈するな―憲法「前文」をめぐって」                                        | 柴山桂太                       |
| 189 | 2012年05月19日(土) | 「この浅薄きわまる憲法を如何にせん【2】 国家象徴の意義を知れ－天皇条項をめぐって」                                               | 富岡幸一郎                     |
| 190 | 2012年05月26日(土) | 「この浅薄きわまる憲法を如何にせん【3】 平和「主義」という政治的小児病－戦争放棄条項」                                           | 東谷暁                         |
| 191 | 2012年06月02日(土) | 「この浅薄きわまる憲法を如何にせん【4】□「公共福祉の基準」なければ「自由の暴走」を招く」                                         | 中島岳志                       |
| 192 | 2012年06月09日(土) | 「この浅薄きわまる憲法を如何にせん【5】 政党議会政治に衰弱死させるな「新党」運動における「首相公選制と参院廃止」の提言について」 | 西田昌司                       |
| 193 | 2012年06月16日(土) | 「性根をなくしたメディア気質【1】」                                                                                              | 黒鉄ヒロシ                     |
| 194 | 2012年06月23日(土) | 「性根をなくしたメディア気質【2】」                                                                                              | 黒鉄ヒロシ                     |
| 195 | 2012年06月30日(土) | 「自民党よ、なぜ奪権しないのか【1】」                                                                                            | 谷垣禎一・西田昌司             |
| 196 | 2012年07月07日(土) | 「自民党よ、なぜ奪権しないのか【2】 この国どう守るか」                                                                           | 谷垣禎一・西田昌司             |
| 197 | 2012年07月14日(土) | 「自民党よ、なぜ奪権しないのか【3】 民主党政権の末路―その不甲斐なさの根因」                                                      | 脇雅史・山本一太・西田昌司     |
| 198 | 2012年07月21日(土) | 「自民党よ、なぜ奪権しないのか【4】自民党再生の鍵は何か？保守政党の必要性」                                                      | 脇雅史・山本一太・西田昌司     |
| 199 | 2012年07月28日(土) | 「自民党よ、なぜ奪権しないのか【5】危機に直面する21世紀世界」                                                                    | 脇雅史・山本一太・西田昌司     |
| 200 | 2012年08月04日(土) | 「EU瓦解にみる資本主義の危機【1】EU瓦解の根本原因」                                                                              | 佐伯啓思                       |
| 201 | 2012年08月11日(土) | 「EU瓦解にみる資本主義の危機【2】EU瓦解が日本経済に教えるもの」                                                                  | 佐伯啓思                       |
| 202 | 2012年08月18日(土) | 「東洋医学の力を知れ【1】私は如何にして東洋医になりしか」                                                                        | 川田靖子                       |
| 203 | 2012年08月25日(土) | 「東洋医学の力を知れ【2】東洋医学の大いなる未来」                                                                                | 川田靖子                       |
| 204 | 2012年09月01日(土) | 「水島総氏の尖閣上陸記」 | 水島総                         |
| 205 | 2012年09月08日(土) | 「国語のありがたみを知れ」 | 富岡幸一郎                     |
| 206 | 2012年09月15日(土) | 「大恐慌にあらわれるか世界資本主義」                                                                                             | 柴山桂太                       |
| 207 | 2012年09月22日(土) | 「中国の反日暴動をどうみるか」                                                                                                   |                                |
| 208 | 2012年09月29日(土) | 「「父と子」の「葛藤と和解」〔1〕 父親と息子の危ない関係」                                                                       | 黒鉄ヒロシ・辻原登・富岡幸一郎 |
| 210 | 2012年10月06日(土) | 「「父と子」の「葛藤と和解」〔2〕 息子殺しの深い意味」                                                                           | 黒鉄ヒロシ・辻原登・富岡幸一郎 |
| 211 | 2012年10月13日(土) | 「「父と子」の「葛藤と和解」〔3〕 「父なき家」のゆくえ」                                                                         | 黒鉄ヒロシ・辻原登・富岡幸一郎 |
| 212 | 2012年10月20日(土) | 「「自民」政治への省察【1】 今、必要なのは政治家自身の政治哲学」                                                                 | 伊吹文明                       |
| 213 | 2012年10月27日(土) | 「「自民」政治への省察【2】 政局だけでなくあるべき良識を持って政治を語る」                                                       | 伊吹文明                       |
| 214 | 2012年11月03日(土) | 「アメリカの自滅と日本の自殺【1】 10年以内に起こり得るドル危機」                                                                 | 伊藤貫                         |
| 215 | 2012年11月10日(土) | 「アメリカの自滅と日本の自殺【2】 バランス・オブ・パワーbalance of power 日本よ自立自存を」                                      | 伊藤貫                         |
| 216 | 2012年11月17日(土) | 「国境の壁は高い―日中紛争の本質」                                                                                                | 柴山桂太                       |
| 217 | 2012年11月24日(土) | 「「金銭（かね）の咄噺（はなし）」－金で買えないものは…」                                                                        | 秋山祐徳太子・黒鉄ヒロシ       |
| 218 | 2012年12月01日(土) | 「「金銭（かね）の咄噺（はなし）」【2】－日本人にはお金以外の美徳のような価値観がある」                                          | 秋山祐徳太子・黒鉄ヒロシ       |
| 219 | 2012年12月08日(土) | 「忘れるな、あの「大いなる戦い」を【1】 ペリリューの戦い」                                                                       | 滑川裕二・木村三浩             |
| 220 | 2012年12月15日(土) | 「忘れるな、あの「大いなる戦い」を【2】 国のために命を賭けて戦った英霊」                                                         | 滑川裕二・木村三浩             |
| 221 | 2012年12月22日(土) | 「電力の発送電分離は「火事場泥棒」 ―ジャーナリスト 東谷暁」                                                                      | 東谷暁                         |
| 222 | 2012年12月29日(土) | 「この偽善者流、不景気面、幼稚症状をいかにせん【1】 政治」                                                                       | 佐高信・黒鉄ヒロシ・寺脇研     |
| 223 | 2012年12月29日(土) | 「この偽善者流、不景気面、幼稚症状をいかにせん【2】 経済」                                                                       | 秋山祐徳太子・黒鉄ヒロシ       |
| 224 | 2012年12月29日(土) | 「この偽善者流、不景気面、幼稚症状をいかにせん【3】 文化」                                                                       | 秋山祐徳太子・黒鉄ヒロシ       |

#### 2013年〜
| 225 | 2013年01月05日(土) | 「安倍水夫(かこ)の漕ぐべき船と進むべき道【1】 安倍総理の復活をカッコつきで歓迎す」              | 藤井聡・中野剛志                       |
| 226 | 2013年01月12日(土) | 「安倍水夫(かこ)の漕ぐべき船と進むべき道【2】 保護」                                            | 藤井聡・中野剛志                       |
| 227 | 2013年01月19日(土) | 「安倍政権に期待するもの【1】 乗り超えるべき当面の難所」                                        | 脇雅史・西田昌司                       |
| 228 | 2013年01月26日(土) | 「安倍政権に期待するもの【2】 挑戦すべき長期の課題」                                            | 脇雅史・西田昌司                       |
| 229 | 2013年02月02日(土) | 「思想の真価を問う【1】知識人にとって価値とは何か」                                             | 小浜逸郎                               |
| 230 | 2013年02月09日(土) | 「思想の真価を問う【2】戦後思想はなぜ劣弱なのか」                                               | 小浜逸郎                               |
| 231 | 2013年02月16日(土) | 「戦後日本の自滅願望【1】破局へと回帰するのか日本」                                             | 佐藤健志                               |
| 232 | 2013年02月23日(土) | 「戦後日本の自滅願望【2】ポップカルチャーにみる破局（回帰）願望」                               | 佐藤健志                               |
| 233 | 2013年03月02日(土) | 「核武装論に本気で取り組め-日本が核武装しなければならない理由」                                 | 水島総・富岡幸一郎                     |
| 234 | 2013年03月09日(土) | 「核武装論に本気で取り組め-「安倍安保」をどう評価するか」                                       | 水島総・富岡幸一郎                     |
| 235 | 2013年03月16日(土) | 「「放射能と公共性」を嫌って「電力供給と東電」を潰す大愚」                                      | 東谷暁・稲恭宏                         |
| 236 | 2013年03月23日(土) | 「「放射能と公共性」を嫌って「電力供給と東電」を潰す大愚 【2】」                                | 東谷暁・稲恭宏                         |
| 237 | 2013年03月30日(土) | 「安倍総理よ、もっと大胆にもっと細心に -Abe- nomixに可能性はあるか」                            | 佐伯啓思                               |
| 238 | 2013年04月06日(土) | 「安倍総理よ、もっと大胆にもっと細心に【2】「取り戻すべき日本とは」どんなものか?」              | 佐伯啓思                               |
| 239 | 2013年04月13日(土) | 「安倍自民党は日本の社会に安定をもたらしうるか」                                                | 丸川珠代・金子恵美                     |
| 240 | 2013年04月20日(土) | 「女性政治家の国民福祉論 丸川珠代参議院議員 金子恵美衆議院議員」                                | 丸川珠代・金子恵美                     |
| 241 | 2013年04月27日(土) | 「唐十郎「紅テント」の今日」                                                                    | 久保井研・藤井由紀                     |
| 242 | 2013年05月04日(土) | 「領土紛争－日本の対中外交責任を問う」                                                          | 矢吹晋                                 |
| 243 | 2013年05月11日(土) | 「チャイメリカ－米中連携が東アジアの近未来」                                                    | 矢吹晋                                 |
| 244 | 2013年05月18日(土) | 「錯乱腐乱に向かうエコノミックス－不確実性から逃げる経済学者」                                  | 東谷暁                                 |
| 245 | 2013年05月25日(土) | 「ヨーロッパにまつわる四方山話－サッチャーからメルケルまで」                                    | クライン孝子                           |
| 246 | 2013年06月01日(土) | 「若き日本人が語る古き良き日本論【1】 ナショナリズムは人間の常識」                              | 中野剛志・施光恒・柴山桂太             |
| 247 | 2013年06月08日(土) | 「若き日本人が語る古き良き日本論【2】 アメリカと中国の社会実験主義が世界を破壊する」            | 中野剛志・施光恒・柴山桂太             |
| 248 | 2013年06月15日(土) | 「止めよ、議員定数削減の馬鹿話【1】 国会は如何にあるべきかを論ず」                              | 大門実紀史・西田昌司                   |
| 249 | 2013年06月22日(土) | 「小選挙区制はなぜ議会を倒壊させるのか【2】 国会は如何にあるべきかを論ず」                      | 大門実紀史・西田昌司                   |
| 250 | 2013年06月29日(土) | 「若き日本人が語る古き良き日本論【3】 メディアの腐敗と知識人の退廃」                            | 中野剛志・施光恒・柴山桂太             |
| 251 | 2013年07月06日(土) | 「若き日本人が語る古き良き日本論【3】 メディアの腐敗と知識人の退廃」                            | 中野剛志・施光恒・柴山桂太             |
| 252 | 2013年07月13日(土) | 「必見！荒井父子脚本「ソドムの林檎」」                                                          | 荒井晴彦・荒井美早                     |
| 253 | 2013年07月20日(土) | 「映画における脚本の復活」                                                                      | 荒井晴彦・荒井美早                     |
| 254 | 2013年07月27日(土) | 「米華同盟、日本列島を食い苛む」                                                                | 伊藤貫                                 |
| 255 | 2013年08月03日(土) | 「日本の憲法はアメリカによる占領統治法【1】「前文」はアメリカニズムの設計趣意書」               | 木村健三・小林麻子                     |
| 256 | 2013年08月10日(土) | 「日本の憲法はアメリカによる占領統治法【2】「第9条」は日本の自己不信供述書」                    | 木村健三・小林麻子                     |
| 257 | 2013年08月17日(土) | 「日本の憲法はアメリカによる占領統治法【3】「第三章」は世論至上宣言書」                         | 木村健三・小林麻子                     |
| 258 | 2013年08月24日(土) | 「私小説「還れぬ家」にみる家族・故郷・老い」                                                    | 佐伯一麦・富岡幸一郎                   |
| 259 | 2013年08月31日(土) | 「震災以後の日本人の生き方と文学（言葉）のリアリティ」                                          | 佐伯一麦・富岡幸一郎                   |
| 260 | 2013年09月07日(土) | 「アベノミクスと改憲の是非を問う【1】三本の矢を如何に束ねるのか」                               | 富岡幸一郎・中野剛志・柴山桂太         |
| 261 | 2013年09月14日(土) | 「アベノミクスと改憲の是非を問う【2】 改憲論とは何かを考える本質的な討論」                      | 富岡幸一郎・中野剛志・柴山桂太         |
| 262 | 2013年09月21日(土) | 「語れ聞け！waki-nomos【1】 「国力の抜き取り」（デフレ）と価格の「下落」（デフレ）」            | 脇雅史・坂本由紀子                     |
| 263 | 2013年09月28日(土) | 「語れ聞け！waki-nomos【2】 政府の強靭化と国民の活性化」                                        | 脇雅史・坂本由紀子                     |
| 264 | 2013年10月05日(土) | 「歴史についての千思万考の一端を『司馬史観をめぐって』」                                        | 佐伯啓思・黒鉄ヒロシ                   |
| 265 | 2013年10月12日(土) | 「歴史についての千思万考の一端を【2】歴史の危機における人間とは何か」                           | 佐伯啓思・黒鉄ヒロシ                   |
| 266 | 2013年10月19日(土) | 「社会保障は市場活動のインフラ」                                                                | 二木立・村上正泰                       |
| 267 | 2013年10月26日(土) | 「社会保障を軽んじるのか、アベノミクス」                                                        | 二木立・村上正泰                       |
| 268 | 2013年11月02日(土) | 「ビジネスマンの国家論【1】-世界78カ国歴訪での要人との討論で考えた日本の誇り」                  | 元谷外志雄・西田昌司                   |
| 269 | 2013年11月09日(土) | 「ビジネスマンの国家論【2】-真の実業者の経営哲学と日本の課題」                                  | 元谷外志雄・西田昌司                   |
| 270 | 2013年11月16日(土) | 「「保守」とは?「保守主義」とは何か? 表現者塾第三回」                                           | 中野剛志・富岡幸一郎                   |
| 271 | 2013年11月23日(土) | 「もはやこれまで、現代日本の時代閉塞」                                                          | 黒鉄ヒロシ                             |
| 272 | 2013年11月30日(土) | 「中江兆民「民主主義の元祖に非ず」                                                              | 黒鉄ヒロシ                             |
| 273 | 2013年12月07日(土) | 「小津安二郎監督没後50年 その格調高き映像を見よ、その知恵多き科白を聞け」                       | 山内靜夫・富岡幸一郎                   |
| 274 | 2013年12月14日(土) | 「小津安二郎監督没後50年 その格調高き映像を見よ、その知恵多き科白を聞け」                       | 山内靜夫・富岡幸一郎                   |
| 275 | 2013年12月21日(土) | 「血盟団が現代日本に教えるもの―血盟団に読む「死の物語」」                                       | 中島岳志・木村三浩                     |
| 276 | 2013年12月28日(土) | 「「血盟団が21世紀日本に伝えるもの」―血盟団が現代日本に教えるもの【2】」                        | 中島岳志・木村三浩                     |
| 277 | 2014年1月11日(土)  | 「二人の思想家が語る！ 「無」の思想 【その1】」                                                 | 佐伯啓思                               |
| 278 | 2014年1月18日(土)  | 「二人の思想家が語る！西田幾多郎の苦難の人生による 「悲しみの哲学」と「無の思想」 【その2】」   | 佐伯啓思                               |
| 279 | 2014年1月25日(土)  | 「健康に関心のある方は必見！ マコモのチカラ「バクテリアの効能を知れ」」                         | 小野寺光広                             |
| 280 | 2014年2月1日(土)   | 「表現者シンポジウム 「保護主義の大切さを知れ－国家論の再建」」                                 | 富岡幸一郎                             |
| 281 | 2014年2月8日(土)   | 「表現者シンポジウム 「保護主義の大切さを知れ－国家論の再建」」                                 | 藤井聡・水島総・富岡幸一郎             |
| 282 | 2014年2月15日(土)  | 「情報社会は現代青年の生活の質を高度化させるのか」                                              | 小浜逸郎・先崎彰容・浜崎洋介・藤田貴也 |
| 283 | 2014年2月22日(土)  | 「情報社会が現代青年の心理と行動にどんな影響を与えているか」                                    | 小浜逸郎・先崎彰容・浜崎洋介・藤田貴也 |
| 284 | 2014年3月1日(土)   | 「情報社会で書物（古い情報媒体）はどうなってゆくのか」                                          | 小浜逸郎・先崎彰容・浜崎洋介・藤田貴也 |
| 285 | 2014年3月8日(土)   | 「「原発」はいかに議論されるべきか「都知事選をどうみたか」」                                    | 黒鉄ヒロシ                             |
| 286 | 2014年3月15日(土)  | 「現代社会は高度情報社会によって解体に向かうのか」                                              | 小浜逸郎・先崎彰容・浜崎洋介・藤田貴也 |
| 287 | 2014年3月22日(土)  | 「国家強靭化のツジツマ【1】国家強靭化その本質とは何か」                                         | 佐藤健志・藤井聡                       |
| 288 | 2014年3月29日(土)  | 「国家強靭化のツジツマ【2】防災は安全保障である」                                               | 佐藤健志・藤井聡                       |
| 289 | 2014年4月6日(土)   | 「国家強靭化のツジツマ【3】強靭な物語の必要性」                                                 | 佐藤健志・藤井聡                       |
| 290 | 2014年4月13日(土)  | 「アジアは大火事で燃えている【1】世界情勢が混沌とする中で日本の外交は」                         | 伊藤貫                                 |
| 291 | 2014年4月20日(土)  | 「アジアは大火事で燃えている【2】 核保有国とは衝突しないアメリカと自主防衛しない日本。」        | 伊藤貫                                 |
| 292 | 2014年4月27日(土)  | 「公共施設が乏しければ市場活力はかならず萎える【1】」                                           | 佐藤信秋・藤井聡                       |
| 293 | 2014年5月4日(土)   | 「公共施設が乏しければ市場活力はかならず萎える【2】」                                           | 佐藤信秋・藤井聡                       |
| 294 | 2014年5月11日(土)  | 「国際法をふりかざしても無駄」                                                                  | 中野剛志                               |
| 295 | 2014年5月18日(土)  | 「「ウクライナ危機におけるロシアの対応に日本が学ぶべきもの」国際社会における力」                | 中野剛志                               |
| 296 | 2014年5月25日(土)  | 「人生観談義【1】人間の老病死をめぐって－人がおいるとはどういうことか」                         | 澤村修治・浜崎洋介                     |
| 297 | 2014年6月1日(土)   | 「人生観談義【2】人間の老病死をめぐって－人が病むとき何が起きるか」                             | 澤村修治・浜崎洋介                     |
| 298 | 2014年6月8日(土)   | 「人生観談義【3】人間の老病死をめぐって－人はどのように死んでいくか」                           | 澤村修治・浜崎洋介                     |
| 299 | 2014年6月15日(土)  | 「ヨーロッパはプーチン大統領をどうみているか」                                                  | クライン孝子                           |
| 300 | 2014年6月22日(土)  | 「外交における「法と力と徳」東アジアの近未来における日本外交の在り方」                          | 東郷和彦                               |
| 301 | 2014年6月29日(土)  | 「「靖国参拝」「従軍慰安婦」「東京裁判」等の歴史認識を考える」                                  | 東郷和彦                               |
| 302 | 2014年7月6日(土)   | 「ヨーロッパはオバマをどうみているのか」                                                        | クライン孝子                           |
| 303 | 2014年7月13日(土)  | 「AutuhorのAuthority 「脚本とは何か」」                                                         | 山田太一・荒井晴彦                     |
| 304 | 2014年7月20日(土)  | 「脚本なるものの本質について AutuhorのAuthority脚本とは何か【2】」                              | 山田太一・荒井晴彦                     |
| 305 | 2014年7月27日(土)  | 「戦争抑止を集団自衛に頼る属国根性」                                                            | 富岡幸一郎                             |
| 306 | 2014年8月3日(土)   | 「MX・表現者塾=若き表現者塾生との討論「戦争抑止を集団自衛に頼る属国根性」」                     | 富岡幸一郎                             |
| 307 | 2014年8月10日(土)  | 「大東亜戦争とは何だったのか【1】「戦後」の「歴史認識」」                                       | 富岡幸一郎・桶谷秀昭・福田逸           |
| 308 | 2014年8月17日(土)  | 「大東亜戦争とは何だったのか【2】大東亜戦争の意義を認めなくて何とする」                         | 富岡幸一郎・桶谷秀昭・福田逸           |
| 309 | 2014年8月24日(土)  | 「大東亜戦争とは何だったのか【3】「戦後」を超克せねば未来はない」                               | 富岡幸一郎・桶谷秀昭・福田逸           |
| 310 | 2014年8月31日(土)  | 「木村三浩 クリミア現地視察リポート」                                                           | 木村三浩・富岡幸一郎                   |
| 311 | 2014年9月7日(土)   | 「日本の人々よ、鮫島有美子を聴かれたし【1】」                                                   | 鮫島有美子・伊東秀子                   |
| 312 | 2014年9月14日(土)  | 「日本の人々よ、〈鮫島有美子〉を聴かれたし【2】」                                               | 鮫島有美子・伊東秀子                   |
| 313 | 2014年9月21日(土)  | 「日本の人々よ、〈鮫島有美子〉を聴かれたし【3】」                                               | 鮫島有美子・伊東秀子                   |
| 314 | 2014年9月28日(土)  | 「「ウクライナ」-ロシアに義あり」                                                               | 馬渕睦夫・木村三浩                     |
| 315 | 2014年10月5日(土)  | 「日露外交に努力を傾注せよ」                                                                    | 馬渕睦夫・木村三浩                     |
| 316 | 2014年10月12日(土) | 「正気を取り戻せ、参院議員諸君!」                                                               | 脇雅史・西田昌司                       |
| 317 | 2014年10月19日(土) | 「正道を進め、日本国家!」                                                                       | 脇雅史・西田昌司                       |
| 318 | 2014年10月26日(土) | 「瀬戸際の日本外交 ―米中韓、そしてロシアと如何にわたり合うか」                                  | 西部邁                                 |
| 319 | 2014年11月2日(土)  | 「瀬戸際の日本外交 ―米中韓、そしてロシアと如何にわたり合うか【2】」                             | 東郷和彦・原洋之介・富岡幸一郎         |
| 320 | 2014年11月9日(土)  | 「現代において「思想」は可能か【1】 思想と人生」                                                | 佐伯啓思・柴山桂太                     |
| 321 | 2014年11月16日(土) | 「現代において「思想」は可能か【2】 思想と学問」                                                | 佐伯啓思・柴山桂太                     |
| 322 | 2014年11月23日(土) | 「現代において「思想」は可能か【3】 国家と思想 自由主義・民主主義・資本主義・近代主義を考える」 | 佐伯啓思・柴山桂太                     |
| 323 | 2014年11月30日(土) | 「青山恵子「日本の歌」教室【1】国語と故郷―日本の人々よsense感覚を取り戻せ！」                   | 青山恵子                               |
| 324 | 2014年12月7日(土)  | 「青山恵子「日本の歌」教室【2】祖国日本の独自性と普遍性」                                       | 青山恵子・原なぎさ                     |
| 325 | 2014年12月14日(土) | 「『教育とは何か』【1】 寺脇研×西部邁」                                                         | 寺脇研                                 |
| 326 | 2014年12月21日(土) | 「『教育とは何か』【2】 小浜逸郎×西部邁「グローバル人材の養成という教育課題は妥当か」」         | 小浜逸郎                               |

#### 2015年〜
| 327 | 2015年1月11日(土) | 「女性よ、活用されることなかれ」    | 佐藤英子           |
| 328 | 2015年1月18日(土) | 「松岡錠司が探る人間ドラマの深奥1」 | 松岡錠司           |
| 329 | 2015年1月25日(土) | 「松岡錠司が探る人間ドラマの深奥2」 | 松岡錠司           |
| 330 | 2015年2月1日(土)  | 「レコンキスタに決起すべきとき1」   | 木村三浩           |
| 331 | 2015年2月8日(土)  | 「レコンキスタに決起すべきとき2」   | 木村三浩           |
| 332 | 2015年2月15日(土) | 文明の衝突と不介入主義外交          | 伊藤貫             |
| 333 | 2015年2月21日(土) | アメリカ文明は欠陥品である          | 伊藤貫             |
| 334 | 2015年3月1日(土)  | 青山恵子音楽教室「初恋」編          | 青山恵子・原なぎさ |

### 特別番組
| 放送日                                                                  | タイトル                                                                    | 放送時間      | 出演者 | 概要 |
| ----------------------------------------------------------------------- | --------------------------------------------------------------------------- | ------------- | --- | --- |
| 2008年（平成20年） 12月31日                                             | 言いたい放だい2008大晦日スペシャル                                          | 22:00 - 23:30 | 第一部 立川談志・毒蝮三太夫・西部邁・道平陽子 第二部 西部邁・秋山祐徳太子・富岡幸一郎 東谷暁・寺脇研・西田昌司 | 談志の復帰と西部の憲法論議の二部構成。最初の30分は談志・毒蝮・西部のトーク。その後20分間西部による憲法についての講義が行われ、討論をした。紅白歌合戦に対抗して、秋山は「支那の夜」を西部は「蒙古放浪歌」を歌った。 |
| 2009年（平成21年） 12月31日                                             | 如何にせん保守政治                                                          | 21:00 - 23:00 | 西部邁・秋山祐徳太子・安倍晋三 平沼赳夫・野田毅・西田昌司                                                      | 構造改革や民主党の政策（事業仕分け、子供手当、基地移転・防衛問題、鳩山由紀夫の偽装献金問題）について討論した。 |
| 2010年（平成22年） 12月31日                                             | 大晦日特別番組                                                              | 22:00 - 24:00 | 佐高信・黒鉄ヒロシ・丸川珠代                                                                                   | |
| 2011年（平成23年） 12月27日（前篇） 2011年（平成23年） 12月28日（後篇） | 惜別、天才落語家 立川談志を偲ぶ 〜西部邁ゼミナール〜この人を見よ - 立川談志 | 24:00 - 24:30 | 立川談志・西部邁・秋山祐徳太子                                                                                 | 第108回、第109回の再放送。サブチャンネル（092ch）で放送された。 |
| 2012年（平成24年） 1月1日                                               | 西部邁ゼミナールスペシャル 「今後の日本国家はどうあるべきか」               | 23:00 - 24:30 | 中野剛志・施光恒・柴山桂太                                                                                     | |
| 2013年（平成25年） 12月30日                                             | 政治と宗教が分離出来ない時代                                                | 10:00 - 11:00 | 中島岳志・荒井晴彦                                                                                             | |
| 2014年（平成26年） 12月29日                                             | メディアクラシーの落日－ニッポンはまだ在るのか－                            | 17:00 - 18:00 | 藤井聡・佐藤健志                                                                                               | |

## 備考
- 中野剛志の著書『TPP亡国論』（集英社新書、2011年）は、この番組に出演した中野のTPP論を聞いた集英社編集者が中野に執筆依頼をしたことが契機になっている[14]。